# 2374 Владвисоцький
2374 Владвисоцький (2374 Vladvysotskij) — астероїд головного поясу, відкритий 22 серпня 1974 року.
Тіссеранів параметр щодо Юпітера — 3,140.